# 科梅爾帕塔山
14°37′46″S 69°10′34″W / 14.62944°S 69.17611°W
科梅爾帕塔山（Q'umir Pata），是玻利維亞的山峰，位於該國西部拉巴斯省的弗朗茨塔馬約省，處於蘇拉帕塔山和庫利帕塔山東南面、喬皮奧爾科山以南，屬於安第斯山脈中阿波洛班巴山脈的一部分，海拔高度4,720米。